# Landesgericht (Deutschland)
Als Landesgericht bezeichnet § 154 Gerichtsverfassungsgesetz (GVG) jedes staatliche Gericht, dessen Träger nicht der Bund, sondern ein oder mehrere der sechzehn Länder der Bundesrepublik Deutschland sind. Im rechtswissenschaftlichen Sprachgebrauch werden diese Gerichte im Plural meist als Gerichte der Länder bezeichnet. Gegenbegriff ist derjenige des Bundesgerichts.
Nach Artikel 92 des Grundgesetzes für die Bundesrepublik Deutschland wird die rechtsprechende Gewalt durch das Bundesverfassungsgericht und die weiteren im Grundgesetz enumerierten Bundesgerichte und im Übrigen durch Gerichte der Länder ausgeübt.
Gerichte der Länder sind:
- für die ordentliche Gerichtsbarkeit die Oberlandesgerichte (ausgenommen in Fällen, in denen sie ausnahmsweise als Bundesgerichte tätig werden), die Landgerichte und Amtsgerichte, in Bayern auch das Bayerische Oberste Landesgericht,
- für die Arbeitsgerichtsbarkeit die Landesarbeitsgerichte und die Arbeitsgerichte,
- für die Verwaltungsgerichtsbarkeit die Oberverwaltungsgerichte und Verwaltungsgerichte,
- für die Sozialgerichtsbarkeit die Landessozialgerichte und Sozialgerichte
- für die Finanzgerichtsbarkeit die Finanzgerichte.
- für die Verfassungsgerichtsbarkeit die Landesverfassungsgerichte.

Zu Namen und Sitz dieser Gerichte siehe die Liste deutscher Gerichte, zu Namen und Sitz historischer Obergerichte siehe die Liste historischer deutscher Gerichte.